# نخلک شاهی
نخلک شاهی (نام علمی: Sabal pumos) نام یک گونه از سرده نخلک‌ها است.